# Dolichopus ziczac
Dolichopus ziczac är en tvåvingeart som beskrevs av Christian Rudolph Wilhelm Wiedemann 1824. Dolichopus ziczac ingår i släktet Dolichopus och familjen styltflugor. Inga underarter finns listade i Catalogue of Life.